# 찰스 라이겔루스
찰스 엠 라이겔루스(Charles M. Reigeluth)는 미국의 교육 이론가, 연구자, 그리고 개혁자이다. 그의 연구는 교수설계 이론들에 학습자 중심으로의 교육 체계들의 체계적 변형에 중점을 둔다: 개별화된, 역량 기반의, 그리고 크게 과제 중심의 변형.
라이겔루스는 하버드 대학에서 경제학 학사를 그리고 브리검 영 대학에서 교육심리학 박사 학위를 가지고 있었다. 그는 인디애나 대학의 ‘교수 체계 기술 학과’의 퇴직 교수이고 이전의 학과장이다. 

## 교수 설계 이론들
라이겔루스에 의해 만들어진 교수 설계 이론들은 정교화 이론과 모의실험 이론을 포함한다.
정교화 이론에서, 학습되는 내용이 배치되어서 더 간단하고 일반적인 개념들은 점점 더 좁고 더 구체화된 개념들로 만들어지는데, 그럼으로써 도식 이론과 일치하는, 유의미한 맥락에 새로운 내용을 포개면서 말이다.
모의실험 이론은 세 부분들의 모의실험의 설계에 대한 지침을 제공한다: 대본, 기저의 모형, 그리고 교수적 중첩. 그 이론은 교수적 중첩에 중점을 두는데, 일반 모형을 그리고 일반 모형에의 변형들을 제시하면서 말이다.
라이겔루스는  ‘교수 설계 이론들과 모형들’에 대한 그의 네권의 개정판들로 가장 잘 알려져있는데, 그것은 그 이론들의 주창자들에 의한 아주 다양한 교수 설계 이론들에 대한 설명들을 제시하는데, 교수 설계 이론들의 성질에의 그리고 이론 형성 과정에의 라이겔루스에 의한 장들과 함께 말이다. 설계 이론들은 처방적 이론들 그것들이 목표 지향적인 것들과 다른데, 어떤 방식들이 다양한 상황들에서 다양한 종류들의 목표들을 성취하기 위햇 사용되어야 하는지 —허버트 사이먼이 “설계 과학”이라고 언급했던 것에 대하여 지침을 제시하면서 말이다. 이 네권의 개정판들은 많은 비범한 요소들을 가지고 있는데, 이론의 목적들, 가치들, 그리고 방식들의 윤곽을, 그리고 각각의 이론의 측면들을 다른 이론들과 비교하는 저자의 주석들의 윤곽을 잡는 모든 이론 장에 대한 머리말foreword를 포함해서 말이다. ‘그것들의 현재 상태에 대한 개관’이라고 부제목을 단, 개정판 1이, 1983년에 출판되었다. ‘교수 이론의 새로운 틀Paradigm’이라고 부제목을 단, 개정판 2가, 1999년에 출판되었다. ‘공통의 지식 기초를 세우기’라고 부제목을 단, 개정판 3이, 2009년에 출판되었다. 그리고 ‘교육의 학습자 중심의 틀’이라는 부제목을 단, 개정판 4가, 2017년에 출판되었다. 라이겔루스는 주장했는데 교수 설계의 일차적 목표는 인간의 학습과 발달을 촉발하는 것이라고 말이다(1999, p. ix). 

## 교육 체계들의 변형
교육 체계들의 체계적 변형에 대한 20년의 연구에 걸친 라이겔루스의 결과들이 두권의 책들에 요약된다. ‘학교를 재형성하기: 틀을 깰 시간이다’, 제니퍼 카놉과의 공저(2013, 로우먼 앤드 리틀필드). 책은 틀 변화들에 대해 주장하는데 교육 체계들을 학습자 중심으로 만드는 변화 말이다. ‘전망과 행동: 개별화된 역량 중심의 교육을 통해 학교들을 재형성하기’, 또한 제니퍼 카놉과의 공저(2020, 마자노 연구소Resources). 책은 종합적인 지침을 제시하는데 개별화된 역량 중심의 교육(피시비이)을 실행할 지침 말이다. 피시비이는 체계로 위상을 가지는데 후기 산업 시대의 삶을 위해 학생들을 준비하는데 가장 적합한 체계 말이다. 이 책은 나누어지는데 두개의 상호보완적 부분들-전망과 행동으로 말이다. 유치원에서 12학년까지의 통학구역 지도자들, 교사들, 그리고 관계자들은 그들 자신의 피시비이 전망을 정의할 것이고, 그들은 그들의 학교나 구역에서 그 전망에 맞추기 위해서 행동하는 방법을 배울 것이다.
라이겔루스는 인디애나 대학에서 연구 모임을 이끌었는데 교육의 학습자 중심의 틀을 위한 기술 요건들을 조사하기 위해서 말이다. 모임은 기술에 대한 네가지 주요 기능들을 확인했다: 기록 저장, 계획하기 및 목표들 설정하기, 교수, 그리고 평가. 이 방식들로의 기술의 사용은 교사들로 하여금 더 중점을 두도록 허용하는데 사회적, 감정적, 그리고 성격 발달에 말이다.
교육적 활용에의 대부분의 교육 연구의 연관성의 결여를 해소하기 위해서, 라이겔루스는 이후에 ‘설계에 토대한 연구’라고 불리게 된 것의 일종인, ‘형성적 연구’라고 불리는 연구 방식을 개발했는데, 교수 설계 이론의 유용성을 향상시키기 위해서 말이다. 그것은 다음의 것들을 확인하는 행동 연구의 그리고 사례 조사 연구의 일종인데 그것은 어떤 방식들이 다양한 상황들에서 잘 작동하는지, 어떤 것들이 다양한 상황들에서 잘 작동하지 않는지, 그리고 어떻게 다양한 상황들에서 사용되는 방식들을 향상시키는지이다.

## 서적들
라이겔루스는 저술하거나 편집해왔는데 12권의 책들을 그리고 170개 이상의 출판물 글들과 책 장들을 말이다. 6권의 그의 책들은 “주목할만한 책” 상들을 받아왔는데 ‘교육 의사소통 및 기술 연대’(에이이시티)로부터 말이다. 2002년에 그는 브리검 영 대학의 데이빗 오 매케이 교육 학교로부터 ‘명예 졸업생 상’을 받았고, 2001년에 에이이시티로부터 ‘눈에 띄는 활동Service 상’을 그는 받았다.
그가 써온 책들은 포함한다:
• 교수 설계 이론들과 모형들, 개정판 1,2,3 그리고 4
• 행동에 있어서의 교수 이론들
• 확장된 과제 분석 절차
• 교수 설계 전략들 및 전술들
• 종합적 체계들 설계: 새로운 교육 기술
• 교육의 체계적 변화
• 교육의 체계적 재구성하기: 선별된 참고서
• 학교들을 재발명하기: 틀을 깰 시간이다
• 전망과 행동: 개별화된 역량에 토대한 교육을 통해 학교들을 재발명하기